# Mona (ostrov)
Mona je ostrov náležící k Portoriku ležící západně od Velkého ostrova (šp.„Isla Grande“, ang.„Main Island“). Nachází se v průlivu Mona mezi ostrovy Portoriko a Hispaniola. Ze severu omývá ostrov Atlantský oceán, z jihu Karibské moře. Z administrativního hlediska je součástí municipality Mayagüez. Jeho rozloha je 56,78 km². 
Celý ostrov a okolní moře v okruhu 9 námořních mil od pobřeží ostrova je vyhlášen za chránéné území "La Reserva Natural Isla de la Mona". Na ostrově žijí endemické druhy: leguán Cyclura cornuta stejnegeri, žába Eleutherodactylus monensis a plaz Spondylurus monae. 